# Rio Fântânele (Mostil)
O Rio Fântânele é um rio da Romênia, afluente do Mostil, localizado no distrito de Maramureş.